# Pseudoterpna axillaria
Pseudoterpna axillaria là một loài bướm đêm trong họ Geometridae.